# Weltgesellschaft
Einige Sozialwissenschaftler interpretieren die Globalisierung der letzten Jahrzehnte als Entwicklung eines erdumspannenden sozialen Netzwerks bzw. eines umfassenden sozialen Systems und sehen darin eine bereits entstandene oder aber erst entstehende Gesellschaft, die Weltgesellschaft.

## Verschiedene Ansätze

### Niklas Luhmann
Nach Niklas Luhmann verweist der Ausdruck – ausgehend von der systemtheoretischen Vorstellung, dass sich soziale Systeme auf Kommunikation gründen – auf die Ausdehnung von Gesellschaft (verstanden als die Gesamtheit der füreinander erreichbaren Kommunikationen) über nationale und regionale Beschränkungen hinaus. Weltgesellschaft setzt entsprechend die globale Verbreitung von Kommunikationen voraus und ergibt sich in der Theorie also durch die Globalisierung von Medienkommunikation. In dieser begriffsprägenden Hypothese ist Gesellschaft unter den Bedingungen einer Weltgesellschaft nur noch zur Binnendifferenzierung fähig, denn wo globale Echtzeit-Kommunikation möglich wird, gibt es in der Gesellschaft kein Außen mehr. Eine Gesellschaft als solche kann unter den Bedingungen der entfalteten Moderne nicht mehr selbst zur Umwelt werden. Nationen sind im Kontext der Weltgesellschaft nichts anderes als Regionalgesellschaften, die nach außen partikularistisch und nur nach innen universalistisch konzipiert sind. Entscheidend für den Weltgesellschaftsansatz nach Luhmann ist, dass sich Nationalstaaten ausschließlich im (welt)gesellschaftlichen Funktionssystem der Politik ausdifferenzieren. Die Ausdifferenzierung der Nationalstaaten bildet somit eine sekundäre Gesellschaftsdifferenzierung gegenüber der primären Gesellschaftsdifferenzierung in unterschiedliche Funktionssysteme. Nach Luhmanns Gesellschaftsbegriff, laut dem Gesellschaft dasjenige System ist, in dem sämtliche potentiell anschlussfähige Kommunikation stattfindet, kann es heute nur noch die Weltgesellschaft geben. Eine Einteilung der Welt in Nationalstaaten ist für Luhmann reduktionistisch, da Kommunikationen nicht vor Landesgrenzen Halt machen. Dennoch sind Nationalstaaten in der Weltgesellschaft laut Luhmann wichtig, um für die Weltgesellschaft Ansprechpartner der territorialen Einheiten zu bieten. Dabei ist es für das weltpolitische System zweitrangig, ob ein Nationalstaat demokratisch ist oder nicht, primär steht die kommunikative Vertretung eines Territoriums im Mittelpunkt.

### Miriam Meckel
Miriam Meckel hat die Überlegungen Luhmanns weiter ausgeführt. Sie versucht, Systemtheorie, Kommunikationsforschung und Globalisierungstheorie zu verbinden. Dreh- und Angelpunkt ist dabei Kommunikation selbst, wenn für sie feststeht, dass aus systemtheoretischer Sicht Globalisierung letztlich Globalisierung von Kommunikation ist. So greift Meckel wiederum die Vorstellung Luhmanns auf, dass sich mit der fortschreitenden Globalisierung von Massenmedien und der damit einhergehenden Ausdehnung von Kommunikation per definitionem eine Weltgesellschaft konstituiert. Diese Weltgesellschaft ist für Meckel in einer engen Beziehung zu einer mit der Globalisierung der Medien entstehenden Weltöffentlichkeit zu sehen: Weltöffentlichkeit ist die der Weltgesellschaft entsprechende mediale Öffentlichkeit, jedoch verstanden als eine Teilöffentlichkeit unter vielen. Als solches konstituiert sich Weltöffentlichkeit in herausragenden globalen Medienereignissen, insbesondere im Bereich der Krisenkommunikation. Entsprechend verweist das Konzept der Weltöffentlichkeit auf einen transkulturellen Journalismus wie den von CNN International oder Al Jazeera English.

### Manuel Castells
Einen anderen Ansatz bringt Manuel Castells, der eine Erklärungsmöglichkeit durch seine „Netzwerktheorie“ sieht. Nationen existieren demnach als besonders stark verknüpfte Netzwerke im größeren globalen Gesellschaftsnetzwerk.

### John W. Meyer
Im World Polity Ansatz des Neoinstitutionalisten John W. Meyer ist Weltgesellschaft ein System von global geteilten Normen und Werten westlicher Prägung. Diese Werte werden von Organisationen verbreitet und übernommen, da sie als legitimitätserzeugend wahrgenommen werden. Meyer bezeichnet diesen Vorgang als Isomorphie, die durch Organisationen durch die Mechanismen Zwang, Imitation oder normativen Druck getragen wird. Aus dieser Isomorphie folgt die Entwicklung eines Weltgesellschaftssystems. Meyer verfolgt jedoch nicht das Ziel, mit seiner Weltgesellschaftsthese eine Gesellschaftstheorie im engeren Sinn vorzulegen, sondern bündelt unter diesem Begriff die empirische Beobachtung der Verbreitung westlicher Institutionen. Nationalstaaten sind bei Meyer Organisationen. Dadurch nehmen sie eine Doppelrolle ein: der Staat als Institution ist in seiner Verbreitung eine Folge von Isomorphie, zugleich ist er aber auch als Organisation Träger der Isomorphie.

### Silvio Vietta
In seinem Buch Die Weltgesellschaft. Wie die abendländische Rationalität die Welt erobert und verändert hat leitet Silvio Vietta die Weltgesellschaft aus der abendländischen Rationalitätsgeschichte her. Die Erfindung der abendländischen Rationalität in Wissenschaft und Technik und insbesondere die Überlegenheit der abendländischen Kriegstechnik – in der Antike die Phalangenformationen, in der Neuzeit die Feuerwaffen – haben zu einer Form von Politik als Welteroberung und zur Kolonisierung der eroberten Gebiete geführt. In diesem Prozess expandierte der Begriff von Welt durch immer neue Entdeckungen und Eroberungen bis hin zur heutigen Weltgesellschaft. Die Standards der ökonomischen Rationalität definieren heute Wohlstand und Armut, bedingen entsprechende Migrationsbewegungen, haben aber auch zur heutigen Krise der technisch-industriellen Gesellschaft geführt.

## Kritik am Weltgesellschaftsansatz
Ob es sich bei diesem weltumspannenden sozialen Gebilde um eine Gesellschaft handelt, ist noch nicht entschieden. Zentraler Kritikpunkt – für die systemtheoretische Perspektive beispielsweise von Helmut Willke vorgebracht – ist, dass es trotz der weitgehenden funktionalen Differenzierung auf globaler Ebene keine Instanz gibt, die Kapazitäten bereithält, um den Kontext der anderen Funktionssysteme zu bestimmen, so wie es im Nationalstaat Aufgabe der Politik ist. Darüber hinaus wird auch die für Luhmanns Theorie untypische Sonderrolle des politischen Systems der Weltgesellschaft kritisch eingeschätzt.